# Karl Dirnhuber
Karl Dirnhuber (* 7. Oktober 1889 in Wien, Österreich-Ungarn; † 11. November 1953 in Birmingham) war ein österreichischer Architekt und Kunstgewerbetreibender.

## Leben
Karl Dirnhuber war der Sohn des Firmenbesitzers Ernst Anton Dirnhuber und dessen Frau Therese Sasse. Karl besuchte zunächst die Realschule und anschließend die Höhere Gewerbeschule an der Staatsgewerbeschule in Wien, wo er 1908 maturierte. Nach dem Militärdienst studierte Dirnhuber von 1910 bis 1915 an der Technischen Hochschule und machte Praxisjahre im Atelier Theiß & Jaksch. Seit 1919 arbeitete er dann als selbständiger Architekt. Er beteiligte sich an zahlreichen Wettbewerben, trat aber in den 20er Jahren vor allem im Roten Wien mit sozialen Wohnbauten für die Gemeinde Wien hervor. Daneben war sein größtes Projekt in jener Zeit die Umgestaltung des ehemaligen Währinger Friedhofs in eine Parkanlage. 1931 promovierte er zum Dr. techn. Nach dem politischen Machtwechsel in Österreich 1934 war die Zeit der 30er Jahre für Dirnhuber schwierig, er erhielt keine Aufträge mehr.
Karl Dirnhuber war seit 1919 mit der Buchhändlerin Annie Stern (1892–) verheiratet, mit der er zwei Kinder hatte. Das Geschäft seiner Frau wurde nach dem Anschluss Österreichs arisiert, und am 30. Juni 1939 emigrierte die Familie nach England. Er arbeitete bis zu seinem Tod in Birmingham als angestellter Architekt bei Jack Cotton, Ballard and Blow.

## Leistung
Dirnhuber war, nach seinen Plänen und Entwürfen zu schließen, vielseitig interessiert, konnte aber nur Wohnbauten tatsächlich realisieren. Zu Beginn war er stilistisch eher traditionell angepasst und nahm an heimatlichen, bodenständigen Stilformen Anleihen. Später zählte er allerdings zu den fortschrittlicheren Architekten, der expressionistische Formen zusehends hinter sich ließ und eine sachliche, zweckmäßige Bauweise bevorzugte, vielleicht im Anschluss an Adolf Loos. Auch bei der Wahl der Baumaterialien zählte er zu den Progressiven. Die meiste Anerkennung erfuhr Dirnhuber jedoch für sein Parkprojekt.
Dirnhuber schuf auch Wohnungseinrichtungen und kunstgewerbliche Gegenstände.

## Bauten

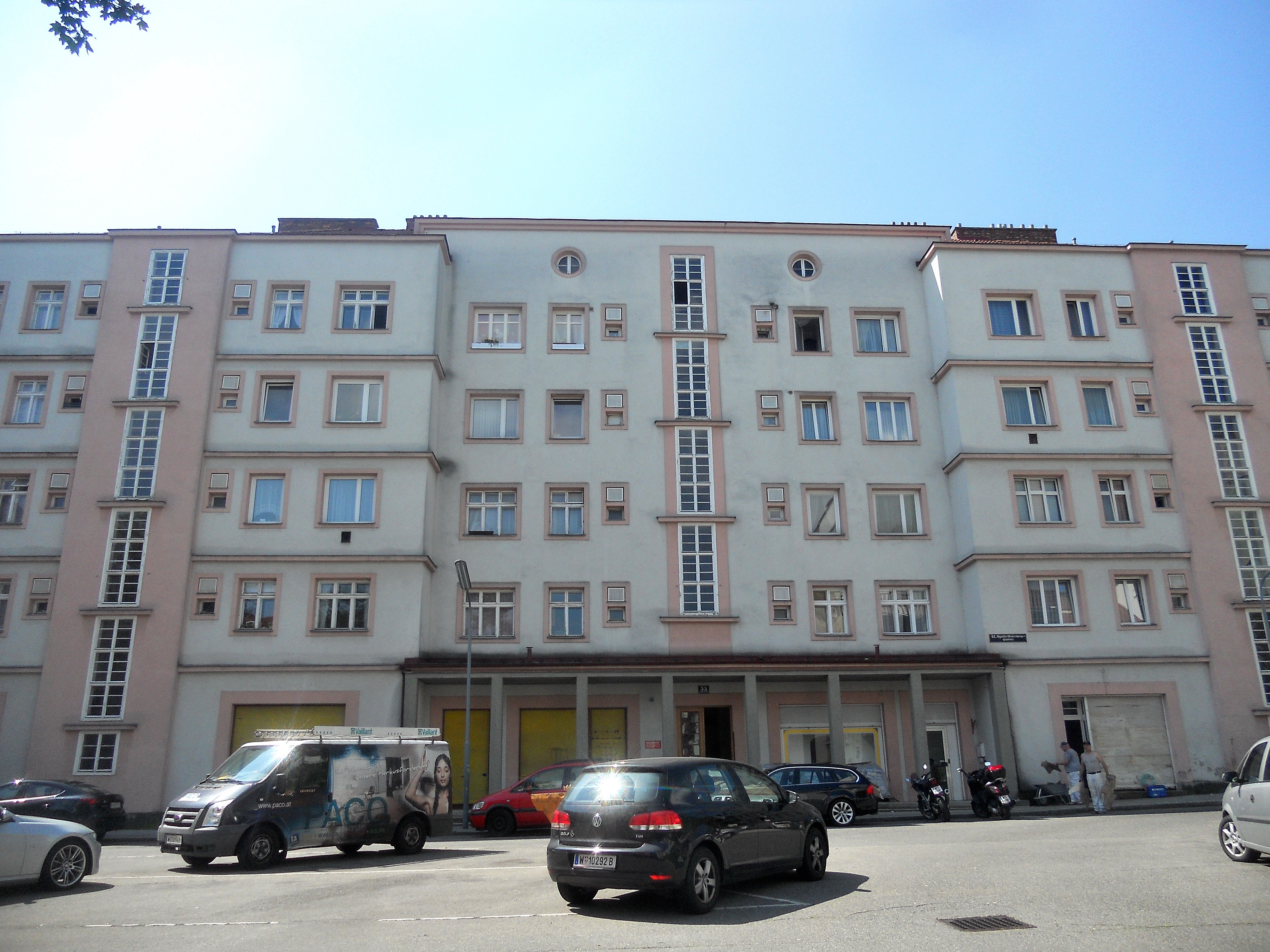
„Theerhof“ (Teil des sog. Indianerhofes), Wien 12

- Anlage des Währinger Schubertparks, Wien 18 (1924–25)
- Wohnhausanlage Weimarer Straße 1, Wien 18 (1924–25)[1]
- Wohnhausanlage Otto-Haas-Hof, Wien 20 (1924–25)
- Wohnhausanlage Hütteldorfer Straße 3–5, Wien 15 (1925)
- Jugendheim "Glückauf", Leoben (1926)
- Wohnhausanlage Hagenmüllergasse 21–23, Wien 3 (1926–28)
- Umbau des Herrenhauses Dr. Malburg, Smiric nad Labem, CSR (1927)[2]
- Umbau des Herrenhauses in Stanz im Mürztal, Steiermark (1928)
- Wohnhausanlage Indianerhof, Wien 12 (1927–30) zusammen mit Camillo Fritz Discher
- Villa Konrad-Duden-Gasse 71, Wien 13 (1928)
- Umbau des Geschäftes Photohaus Benedikt, Rotenturmstraße, Wien 1 (1931)
- Villa Alois-Dachs-Gasse 3, Wien 23 (1933), ein Holzhaus

## Schriften
- Städtebauliche und grundrißtechnische Studie über das Regierungsgebäude in Eisenstadt. Dissertation 1931.